# Římskokatolická farnost Kralupy u Chomutova
Římskokatolická farnost Kralupy u Chomutova (lat. Kraluppium) je zaniklá církevní správní jednotka sdružující římské katolíky v Kralupech u Chomutova a okolí. Organizačně spadala do krušnohorského vikariátu, který je jedním z deseti vikariátů litoměřické diecéze.

## Historie farnosti
Jedná se o starou farnost jejíž datum založení není známo. Existovala již před rokem 1361. Matriky jsou vedeny od roku 1621.
Farnost existovala do 31. prosince 2012 jako součást kadaňského farního obvodu. Od 1. ledna 2013 zanikla sloučením do farnosti-děkanství Kadaň.

### Duchovní správcové vedoucí farnost
Začátek působnosti jmenovaného v duchovní správě farnosti od:
- Petrus
- 1428 Nicolaus
- 1532 Dietrich Knobloch
- 1623 Herm. Henricus Eckel
- 1624 Hartman Geismar
- 1638 Simon Jungling
- 1651 Joannes Prodemus
- 1659 Georgius Franc. Mouch
- 1679 Ignatius Steffan
- 1681 Samuel Franciscus Hehn
- 1701-1707 Ferdinandus Hehn
- 1724 Antonius Kroepl
- 1753 Ioann. Wenc. Kirchner
- 1793 Josef Roth
- 1803 Franc. Ficker, n. 22. 3. 1765 Retschicens., o. 29. 6. 1791, † 4. 7. 1834
- 1834 par. vacat, cap. Anton. Glaser
- 1835 Anton. Wagner, n. 30. 5. 1795 Radonic., o. 23. 8. 1818, † 24. 4. 1878
- 1879 Josef Rummer, n. 29. 7. 1841 Eidlitz, o. 27. 7. 1865, † 23. 5. 1897
  - 1887–1888 Rudolf Vrba, kaplan, n. 6. 10. 1860 Bělá p. Bezdězem, o. 1887, † 18. 10. 1939 Mladá Boleslav
- 1897 Anton. Kunz, n. 7. 7. 1826 Körbic., o. 25. 7. 1851, † 17. 10. 1905
- 1905 par. vacat, admin. interc. Ant. Hauptmann
- 1906 Anton. Hauptmann, n. 9. 5. 1858 Markersdorf, o. 3. 6. 1883, † 30. 12. 1932
- 1915 par. vacat, admin. interc. Wenc. Schindler
- 1916 Car. Müller, n. 3. 1. 1885 Niems, o. 11. 7. 1909, † 29. 1. 1951
- 1. 4. 1937 Car. Seidl, n. 24. 11. 1885 Hirschau, o. 11. 7. 1909, † 12. 9. 1964
- 12. 8. 1953 František Kolář
- 15. 6. 1958 Antonín Blaha
- 1. 2. 1969 Antonín Audy
- 1. 11. 1969 Bohumil Landsmann
- 1. 10. 1970 Jan Kozár
- 1. 7. 1986 Miroslav Maňásek SDB
- 1. 7. 1990 Jiří Kabát
- 1. 2. 1991 Jozef Piroh
- 1. 5. 1993 Petr Kubíček
- 1. 1. 1994 Tomáš Pirný
- 1. 3. 1996 Richard Madej
- 15. 11. 1997 – 31. 12.  2012 Josef Čermák, admin. exc. z Kadaně[4]

Kromě kněží stojících v čele farnosti, působili ve farnosti v průběhu její historie i jiní kněží. Většinou pracovali jako farní vikáři, kaplani, katecheté, výpomocní duchovní aj.

## Území farnosti
Do farnosti náleželo území obcí:
- Ahníkov[5] (Hagensdorf)[p 2]
- Brany[1] (Prahn)[p 2]
- Henklův Dvůr (Henkelhof,[p 2] místní část Místa)
- Kralupy u Chomutova[6] (Deutsch Kralupp)[p 2]
- Naší[7] (Naschau)[p 2]
- Račice[8] (Retschitz)[p 2]
- Zelená (Grün)[p 2]

## Římskokatolické sakrální stavby a místa kultu na území farnosti
| | Stavba                        | Místo               | Bohoslužby      | Zeměpisné souřadnice             | Status                  |                 |                 |
| Zaniklé kostely | Zaniklé kostely               | Zaniklé kostely     | Zaniklé kostely | Zaniklé kostely                  | Zaniklé kostely         | Zaniklé kostely | Zaniklé kostely |
| --- | ----------------------------- | ------------------- | --------------- | -------------------------------- | ----------------------- | --------------- | --------------- |
| 1. | Kostel sv. Jakuba Většího     | Kralupy u Chomutova | nelze sloužit   | 50°25′17″ s. š., 13°19′3″ v. d.  | zbořený farní kostel    |                 |                 |
| 2. | kostel sv. Vavřince a Štěpána | Račice              | nelze sloužit   | 50°24′56″ s. š., 13°20′48″ v. d. | zbořený filiální kostel |                 |                 |
| Některé drobné sakrální stavby a pamětihodnosti lze dohledat zde v databázi Drobné sakrální památky Zaniklé sakrální stavby lze dohledat zde v databázi Poškozené a zničené kostely, kaple a synagogy v České republice |                               |                     |                 |                                  |                         |                 |                 |

Ve farnosti se mohou nacházet i další drobné sakrální stavby, místa římskokatolického kultu a pamětihodnosti, které neobsahuje tato tabulka.

## Galerie sakrálních pamětihodností ve farnosti

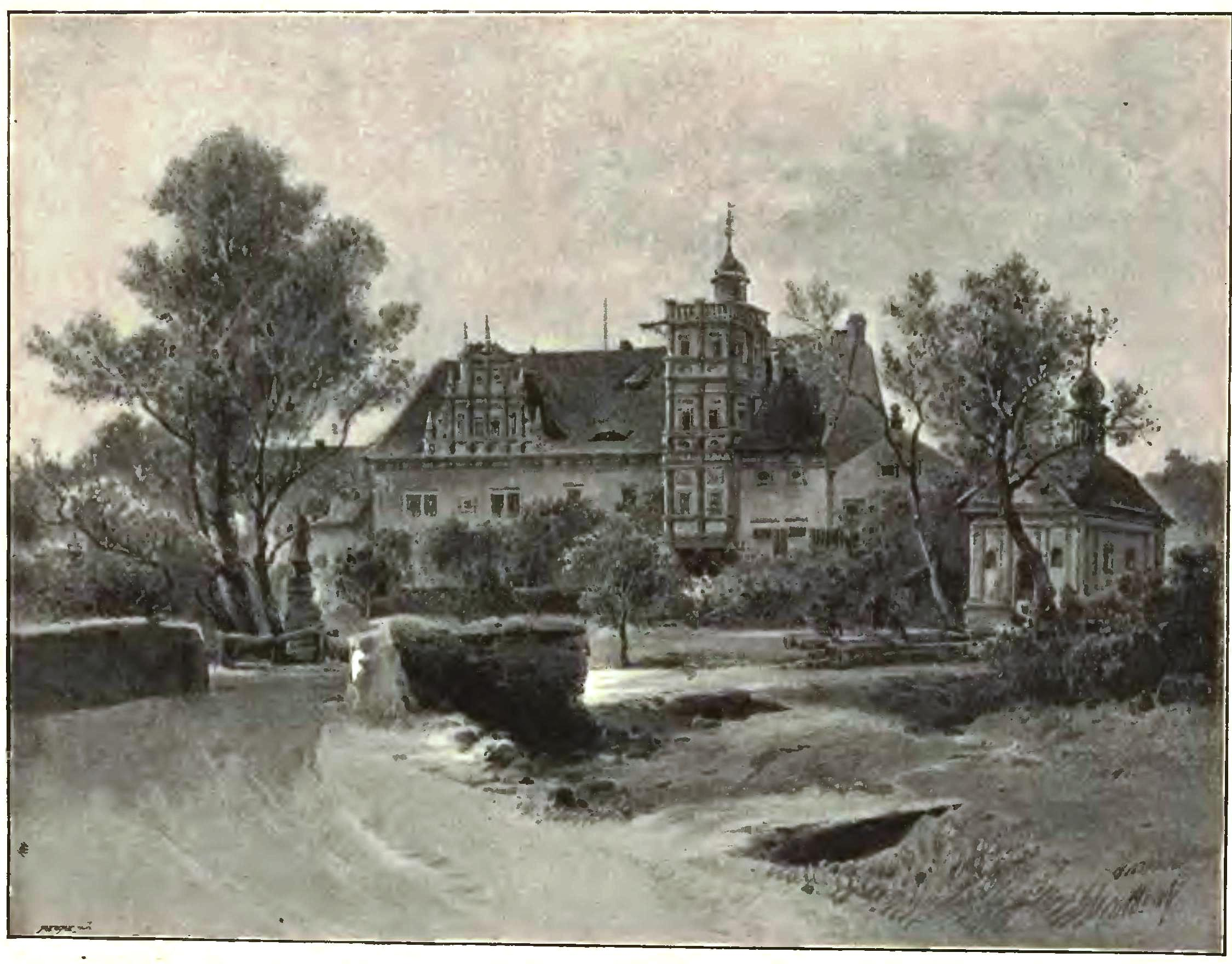
Zbořená kaple v zámeckém parku v Ahníkově na obraze Antonína Lewého